# Sommation de Mittag-Leffler
En mathématiques, la sommation de Mittag-Leffler est une variante de la sommation de Borel pour sommer certaines séries entières divergentes, qui fut introduite par Gösta Mittag-Leffler.

## Définition
Soit 
{\displaystyle y(z)=\sum _{k=0}^{\infty }y_{k}z^{k}}
une série formelle de la variable z.
On définit la transformée {\displaystyle {\mathcal {B}}_{\alpha }} de y par :
{\displaystyle {\mathcal {B}}_{\alpha }y(t)\equiv \sum _{k=0}^{\infty }{\frac {y_{k}}{\Gamma (1+\alpha k)}}t^{k}.}
La somme de Mittag-Leffler de y est donnée, si chaque somme converge et que la limite existe, par :
{\displaystyle \lim _{\alpha \rightarrow 0}{\mathcal {B}}_{\alpha }y(z).}
Une méthode de sommation étroitement liée, aussi appelé sommation de Mittag-Leffler, est donnée comme suit : supposons que, au voisinage de 0, la transformée de Borel converge vers une fonction analytique qui peut être analytiquement prolongée le long de l'axe réel positif en une fonction à croissance suffisamment lente afin que l'intégrale suivante soit bien définie (il s'agit d'une intégrale impropre). La somme de Mittag-Leffler de y est donnée par
{\displaystyle \int _{0}^{\infty }{\rm {e}}^{-t}{\mathcal {B}}_{\alpha }y(t^{\alpha }z)\,{\rm {d}}t.}
Lorsque α = 1, on retrouve la sommation de Borel.